# FOXPILL CULT
FOXPILL CULT（フォックスピルカルト）は、日本のロックバンド。

## メンバー
- 西邑卓哲 (にしむらたかあき) 
ボーカル、ギター、映像、作詞作曲を担当。劇団「虚飾集団 廻天百眼」音楽監督、「昭和精吾事務所」音楽統括をはじめ主に演劇/映像関係への楽曲提供やエンジニアとしても活動。
ex.DARKSIDE MIRRORS、ex.MADAME EDWARDA、ex.Phaidia。
- Shinpei Mörishige (しんぺいもりしげ)
ギター、シンセサイザー担当。 ex.PLASTICZOOMS。
- 高澤瑛 (たかざわあきら) 
ベース担当。サポート時代を経て2019年正式加入。
- ふなもと健祐 (ふなもとけんすけ) 
ドラム担当。サポート時代を経て2019年正式加入。

## 来歴
前身バンド「FOXPiLL」から「FOXPILL CULT」へ名を変えて活動。
2010年
- 1月 - 前身グループ「FOXPiLL」として活動を始める。
- 4月 - 自主企画「POTLATCH DEAD-ポトラッチデッド-」を開始。

2011年
- 3月 - メンバー脱退。活動停止となる。西邑が「FOXPILL CULT」として活動を開始。
- 6月 - プエルがノイズ＆ピアニカで加入。
- 10月 - 劇団「虚飾集団廻天百眼」による劇場本公演「少女椿（原作：丸尾 末広）」に楽曲を提供[1]。

2013年
- 2月15日
  - 1st ALBUM「NEW ROMANCER」発表。
  - ZENI GEVA, MUNIMUNIをゲストに迎え、レコ発企画。アルバムのポスターがJR池袋駅、高円寺駅、新大久保駅、海浜幕張駅、市ヶ谷駅に張り出される。
- 8月
廻天百眼の本公演「奴婢訓（作：寺山修司 音楽：J・A・シーザー）」にタカアキ役で西邑が舞台出演しドラムと歌を担当[2]。
サントラではJ・A・シーザー楽曲の再編曲と演奏/音楽監督を担当。

2014年
- 2月 - 西邑が廻天百眼の本公演「冥婚ゲシュタルト」全楽曲の作曲＆演奏＆音楽監督を担当。この後、7月の実験公演「臘月記」、翌年10月〜11月の本公演「屍のパレード」、映画版「屍のパレード」と 立て続けに音楽監督として全楽曲の作曲と演奏を担当。
- 8月 - 西邑が練馬区立美術館「あしたのジョー、の時代展」にて行われた昭和精吾(元・演劇実験室◎天井桟敷)による「力石徹告別式（1970年3月　力石徹告別式での弔辞朗読再演）」へ出演。昭和精吾の語りの伴奏と、歌唱を務める。（以降、昭和精吾事務所公演に参加）
- 12月26日 - 自主企画「ポトラッチデッドvol.17」にて伝説のゴス/ポジパンバンドでV系の元祖とも呼ばれる「Phaidia(ギリー＋吉田達也＋ナスノミツル＋西邑卓哲)」 30年振りの復活ライブを企画。同時に西邑もギタリストとしてPhaidiaに加入(〜2015年9月脱退)。物販席をなくし最大収容人数を超えての完売。

2015年
- 1月7日 - 2ndアルバム「邪宗門」発売。発売日にタワーレコード渋谷店の特典付きは完売し、ディスクユニオン週間インディーズチャートで第1位を獲得。月間チャートで第3位を記録。タワーレコードではアルバム総合チャートにて20位を記録。
- 8月5日 - 3rdミニアルバム「蠅になろう」全国発売。ディスクユニオンの週間インディーズチャート2位。月間インディーズチャート5位を獲得。
- 10月30日 - Shinpei MorishigeとBoo(DxUxS)をサポートに迎えライブを再始動。

2016年
- ディスクユニオン内に新レーベル「ROMANATION」を設立。Shinpei Morishige(ex:PLASTICZOOMS)が正式加入。3月にEP『ROMANATION』をリリース。ディスクユニオンの週間インディーズチャート1位を獲得。
- 11月、東高円寺U.F.Oclubにて初のワンマンライブ開催。

2017年
- 11月、下北沢SHELTERにてワンマンライブ「Stations of the Cult」開催

2018年
- 8月、下北沢SHELTERにてワンマンライブ「Stations of the Cult2 -死ぬ迄踊れ-」開催。

2019年
- 10月、高澤瑛、ふなもと健祐が正式加入。

2020年
- 1月、現メンバーでの初のアルバム『異邦人』をリリース。ディスクユニオン週間インディーズチャート1位（1/14付）、3位（1/21付）を2週連続で獲得。
- 2月、下北沢SHELTERにてワンマンライブ開催。

## ディスコグラフィ
- NEW ROMANCER （2013年2月15日） ※1stアルバム
- 邪宗門 （2015年1月7日）※2ndアルバム
- 蠅になろう （2015年8月5日）※3rdミニ・アルバム
- ROMANATION （2016年3月9日） ※4thミニ・アルバム
- HOMO DEMENS MAN  (2016年10月19日) ※3rdアルバム
- NOU!  (2017年8月14日) ※会場限定シングル
- バクマクラ（2018年1月5日）※会場限定シングル
- 死ぬ迄踊れ（2018年8月8日）※アルバム
- PAGAN WAVE（2019年1月20日）※5thアルバム
- 異邦人（2020年1月8日）※6thアルバム